# Kärlekens himmelska helvete
Kärlekens himmelska helvete är en svensk film från 1993 i regi av Agneta Fagerström-Olsson och med manus av Staffan Göthe. I rollerna ses bland andra Agneta Ahlin, Krister Henriksson och Asko Sarkola.

## Om filmen
Inspelningen ägde rum mellan den 4 juni och 14 augusti 1992 i Norrbotten med John O. Olsson som fotograf. Filmen premiärvisades den 17 september 1993 på biografer i Kalix, Luleå, Kiruna och Haparanda.
Filmen fick ett blandat mottagande av kritikerna.

## Handling
Ett stort bröllop mellan Kickan och Ritz planeras i skärgården. På den efterföljande festen konsumeras stora mängder alkohol, vilket leder till uppgörelser och självrannsakningar. Festen slutar dock med försoning och bröllopsparet kan lämna ön i helikopter.

## Rollista (urval)
- Johan Hägglund – Manfred
- Marita Nordberg – Momma
- Asko Sarkola – Eilert
- Rolf Skoglund – Tage
- Rea Mauranen – Ingrid
- Charles Barton – Jules
- Agneta Ahlin – Kicki
- Krister Henriksson – Ritz
- Lars Göran Lakke Magnusson – Ritz' bror
- Marianne Mörck – Geo-Geo
- Rolf Degerlund – Owe
- Lars Lindström – Dennis
- Göran Forsmark – Lars
- Sara Arnia – Hjördis
- Heinz Hopf – Carl
- Peter Widén – von Scherling
- Margareta Gudmundson – prästen
- Petter Sivlér - Den lilla grabben